# 김혁 (1974년)
김혁(1974년 11월 9일 ~ )은 대한민국의 배우이다.

## 이력
1995년 KBS TV 교육위원회를 통해 데뷔했다.
그의 대표작으로는 드라마 《지구용사 벡터맨》, 《야인시대》, 《강이 되어 만나리》, 《궁중잔혹사 꽃들의 전쟁》, 《고려 거란 전쟁》 등이 있다.
《지구용사 벡터맨》이래로 계속 조연과 단역을 전전했는데 이 때문에 생계를 위해 10년 동안 공백기를 가졌으며 그 동안 광양제철소에서 건설현장 안전감독관으로 일했다. 그렇게 계속 오랫동안 단역을 전전하다가 2023년에 드디어 《고려 거란 전쟁》에서 악역인 야율융서 역을 받아 생애 최초로 정극에서 주연급 배역을 받았다.

## 가족 관계
- 동생: 김동윤(연기자)

## 출연작

### 드라마
- 1995년 KBS 《TV 교육위원회》
- 1995년~1998년 KBS 《신세대 보고 - 어른들은 몰라요》 - 다수작
- 1998년 SBS 《순풍산부인과》 - 회차별 게스트 출연
- 1998년 KBS2 《야망의 전설》 - 국토건설단 초병
- 1998년~1999년 KBS2 《지구용사 벡터맨》 - 주인공 벡터맨베어 역 (1기)
- 2002년 《MBC 베스트극장 - 엽기발랄 홍선생》 - 준기 역
- 2002년~2003년 SBS 《해 뜨는 집》 - 재호 역
- 2002년~2003년 SBS 《야인시대》 - 청년 이정재 역
- 2003년 KBS 《무인시대》 - 전령, 도방장사 오척 역 (1인 2역)
- 2005년 MBC 《제5공화국》 - 박선호 역
- 2005년 KBS2 《드라마시티 - 블랙메일》 - 민규 역
- 2006년 KBS 《TV소설 - 강이 되어 만나리》 - 남자주인공 조수영 역
- 2007년 《MBC 베스트극장 - 동쪽마녀의 첫 번째 남자》 - 원유일 역
- 2007년~2008년 《왕과 나》 - 박덕후 역
- 2010년 MBC 드라마넷 《별순검 시즌 3》 - 제14회 남자주인공 명성왕후 호위무사 영근 역
- 2010년 KBS2 드라마스폐셜
- 2012년 KBS 《대왕의 꿈》 - 검군 역
- 2013년 JTBC 《궁중잔혹사: 꽃들의 전쟁》 - 예친왕 도르곤 역
- 2015년 KBS 《가족을 지켜라》 - 의사 조민환 역
- 2023년~2024년 KBS2 《고려 거란 전쟁》 - 야율융서 역
- 2024년~2025년 KBS1 《결혼하자 맹꽁아!》 - 구해준(단수 친아버지)역 (특별출연)

### 영화
- 《괴》 - 민혁 역 (인터넷 영화)
- 2001년 《화산고》 - 유도부 주장 역
- 2004년 《슈퍼스타 감사용》 - 양승관 역
- 2012년 《두 번의 결혼식과 한 번의 장례식》 - 석의 예전남친 역 〈우정출연〉

### 뮤지컬
- 2008년 젤소미나 - 잠파노 역 - 유시어터 (영화 라스트라다-뮤지컬)

### 방송
- 1999년~2000년 《딩동댕 유치원》 (EBS) - 토요공개방송 MC

### CF
- 2002년 대한항공 - 대한항공 유럽노선
- 2003년 모토로라 - PCS

### 뮤직 비디오
- 1998년 전선민 - 《너를 보내며》
- 2002년 바이브 - 《미워도 다시 한 번》
- 2004년 얀 - 《두고봐》